# Eleição municipal de Nova Iguaçu em 2016
O primeiro turno da eleição de Nova Iguaçu em 2016 ocorreu no dia 2 de outubro para eleger o prefeito, o vice-prefeito, e 17 (dezessete) vereadores. O segundo turno ocorreu em 30 de outubro do mesmo ano. Os eleitos assumiram os cargos no dia 1 de janeiro de 2017 e seus mandatos terminarão em 1 de janeiro de 2021.
O prefeito incumbente era Nelson Bornier, do PMDB, que fora reconduzido ao cargo no pleito anterior ao derrotar em segundo turno a prefeita Sheila Gama, do PDT. Bornier - que já ocupou a prefeitura entre 1996 e 2002 - estava apto para disputar a reeleição, já que a Constituição permite o cumprimento de dois mandatos consecutivos. Além dele, outros seis candidatos estavam aptos para a eleição.
No primeiro turno, o prefeito Bornier terminou como o mais votado, mas o Tribunal Regional Eleitoral determinou, em 6 de outubro, a realização de um segundo turno na cidade, já que o deputado estadual e candidato Rogério Lisboa teve a candidatura aprovada através de recurso, uma vez que mesma foi indeferida às vésperas da eleição. Com o recurso aceito, Rogério ultrapassou Bornier. Com 63,91% dos votos válidos - correspondente a 238.081 votos - Lisboa, candidato do Partido da República, foi eleito em segundo turno, derrotando Bornier, que obteve 36,09% dos votos.

## Candidatos à prefeito

### Primeiro Turno
| Candidato (a)                  | Vice                       | Coligação                                                                                                |
| ------------------------------ | -------------------------- | --- |
| Adriano Dias (REDE)            | Mariana Pimenta (REDE)     | -- |
| Nelson Bornier (PMDB)          | Thiago Portela (PROS)      | A Mudança Vai Continuar PMDB, PTB, PSL, PTN, PSC, DEM, PSDC, PHS, PMN, PTC, PSB, PV, PSD, PROS, PP e PRP |
| Delegado Carlos Augusto (PSDB) | Andréia Louredo (PSDB)     | -- |
| Fernandinho Muguet (PTdoB)     | Prof. Zélia Borges (PTdoB) | -- |
| Professora Leci (PSOL)         | Núbio Revoredo (PSOL)      | -- |
| Rogério Lisboa (PR)            | Ferreirinha (PT)           | Trabalho, Fé e Humildade PR, PT, PEN, PCdoB, PMB, PPS e PDT                                              |
| Rosângela Gomes (PRB)          | Pr. Abílio Maciel (PRTB)   | Nova Iguaçu de Mãos Limpas PRB e PRTB                                                                    |

### Segundo turno
Em 2 de outubro foi realizada a votação em primeiro turno. Como o município de Nova Iguaçu tem mais de 200 mil eleitores, segundo a lei eleitoral em vigor é adotado o sistema de dois turnos, que é iniciado caso o candidato mais votado receber menos de 50% +1 dos votos. Houve acordo entre as candidaturas e o Horário Eleitoral no segundo turno foi reduzido para 10 minutos - dividido igualmente para os dois candidatos.

## Transmissão
A veiculação da propaganda eleitoral gratuita, em bloco e inserções, na televisão, vai ao ar pela Band Rio.

## Resultados

### Prefeito
| Candidato(a)                   | Vice                       | 1º turno 2 de outubro de 2016 | 1º turno 2 de outubro de 2016 | 2º turno 30 de outubro de 2016 | 2º turno 30 de outubro de 2016 |
| Candidato(a)                   | Vice                       | Total                         | Percentagem                   | Total                          | Percentagem                    |
| ------------------------------ | -------------------------- | ----------------------------- | ----------------------------- | ------------------------------ | ------------------------------ |
| Rogério Lisboa (PR)            | Ferrerinha (PT)            | 157.986                       | 42,49%                        | 238.081                        | 63,91%                         |
| Nelson Bornier (PMDB)          | Thiago Portela (PROS)      | 131.531                       | 35,38%                        | 134.422                        | 36,09%                         |
| Rosângela Gomes (PRB)          | Pr. Abílio Maciel (PRTB)   | 38.690                        | 10,41%                        | Não participarão               | Não participarão               |
| Delegado Carlos Augusto (PSDB) | Andréia Louredo (PSDB)     | 35.819                        | 9,63%                         | Não participarão               | Não participarão               |
| Prof° Leci (PSOL)              | Nubio Revoredo (PSOL)      | 4.148                         | 1,12%                         | Não participarão               | Não participarão               |
| Fernandinho Muguet (PTdoB)     | Prof° Zélia Borges (PTdoB) | 2.367                         | 0,64%                         | Não participarão               | Não participarão               |
| Adriano Dias (REDE)            | Mariana Pimenta (REDE)     | 1.249                         | 0,34%                         | Não participarão               | Não participarão               |
| Total de votos válidos         | Total de votos válidos     | 404.959                       | 75,36%                        | 372.503                        | 85,38%                         |
| → Votos em branco              | → Votos em branco          | 29.783                        | 6,13%                         | 16.342                         | 3,75%                          |
| → Votos nulos                  | → Votos nulos              | 64.113                        | 13,20%                        | 47.447                         | 10,88%                         |
| Total                          | Total                      | 485.686                       | 79,79%                        | 436.292                        | 74,75%                         |
| Abstenções                     | Abstenções                 | 117.950                       | 20,21%                        | 147,344                        | 25,25%                         |
| Total de inscritos             | Total de inscritos         | 583.636                       | 100%                          | 583.636                        | 100%                           |

### Vereadores eleitos[4]
| Candidato(a)           | Partido | Votos | %    |
| ---------------------- | ------- | ----- | ---- |
| Mauricio Morais        | PMDB    | 8.980 | 2,46 |
| Juninho do Pneu        | PMDB    | 6.871 | 1,88 |
| Fabinho Maringá        | PMDB    | 6.243 | 1,71 |
| Alcemir Gomes          | PTB     | 6.038 | 1,65 |
| Carlão Chambarelli     | PTB     | 5.746 | 1,57 |
| Renato do Mercado      | DEM     | 5.441 | 1,49 |
| Fernandinho Moquetá    | PRP     | 5.300 | 1,45 |
| Dr Cacau               | PROS    | 4.271 | 1,17 |
| Felipinho Ravis        | PSC     | 3.891 | 1,07 |
| Marcelo Lajes          | PPS     | 3.496 | 0,96 |
| Alexandre da Padaria   | PR      | 3.235 | 0,89 |
| Paulinho da Padaria    | PR      | 3.235 | 0,89 |
| Rogerio Vilanova       | PDT     | 3.161 | 0,87 |
| Camu                   | PC do B | 3.095 | 0,85 |
| Carlinhos BNH          | PTC     | 3.079 | 0,84 |
| Li So Alegria          | PDT     | 3.068 | 0,84 |
| Renata da Telemensagem | PTC     | 2.875 | 0,79 |